# 宗像三女神
宗像三女神（むなかたさんじょしん）為日本福岡縣宗像市宗像大社所奉祀的三位女神。此三神為玄界灘守護前往朝鮮半島海路安全的神祇，自古以來即受到大和朝廷的重視。

## 概要

### 日本書紀之記載
依照《日本書紀》卷第一神代上之記述，天照大神以素戔嗚尊之十握劍打折為三段，濯於天眞名井，咀嚼吹出狹霧生出田心姬、次湍津姬、次市杵島姬等三女神。
然後素戔嗚尊取掛在天照大神身上的八尺瓊勾玉，用天真名井之水洗滌後放入口中咀嚼，吹氣陸續生出：正哉吾勝勝速日天忍穗耳尊、天穗日命、天津彥根命、活津彥根命、熊野櫲樟日命等五男神。
因此按照此古籍之記載為：
- 本文：
  - 沖津宮：田心姬。
  - 中津宮：湍津姬。
  - 邊津宮：市杵島姬。
- 次段第一種說法： 
  - 沖津宮：瀛津島姬。
  - 中津宮：湍津姬。
  - 邊津宮：田心姬。
- 次段第二種說法：
  - 沖津宮：市杵島姬。
  - 中津宮：田心姬。
  - 邊津宮：湍津姬。
- 次段第三種說法：
  - 沖津宮：瀛津島姬，別名市杵島姬。
  - 中津宮：湍津姬。
  - 邊津宮：田霧姬。

### 古事記之記載
據《古事記》上卷之紀錄，天照大神及建速須佐之男命至天安河而為誓約，前者取後者之十拳劍打折成三段，振響自己配戴的八尺瓊勾玉玉串，並取天之真名井之水清滌斷劍，嚙碎其劍、口吹狹霧陸續生出多紀理毘賣命（又稱名奧津島姬命）、市寸島比賣命（又名狹依姬命）、多岐都比賣命等三女神。
接著速須佐之男命取天照大神所纏左髻之八尺瓊勾玉玉串，滌勾玉於天之真名井而於口碎之，吹氣生出正勝吾勝勝速日天之忍穗耳命、右髻之勾玉則化作天之菩卑能命、脖子之勾玉生成天津日子根命、左手之勾玉變成活津日子根命、右手之勾玉生成熊野久須毘命等五男神。
因此按照此古籍之紀錄為：
- 沖之島的沖津宮：多紀理毘賣命，又稱名奧津島姬命。
- 大島（日语：大島 (福岡県)）的中津宮：市寸島比賣命，又稱狹依姬命。
- 田島的邊津宮：多岐都比賣命。

此三神社一般總稱成「宗像三社」。

## 解說
《古事記》提及「此三柱神者，胸形君等之以伊都久三前大神者也。」，其中「胸形君」即筑前國之古氏族宗像氏，自5世紀以來奉祀該三位女神，以保佑他們往來朝鮮半島間的平安。
雖然《記紀》二書對於三女神的出生順序、奉祀地點等記錄有些差異，但目前宗像大社供奉的分別是：
- 沖津宮（おきつみや）：田心姬神
- 中津宮（なかつみや）：湍津姬神
- 邊津宮（へつみや）：市杵島姬神

## 信仰
由於日本民間將此三位女神奉為航海之神，各地之宗像神社、嚴島神社、八王子神社、八柱神社、天真名井社等皆有奉祀。宗像、嚴島體系之神社加總起來的數目為日本第五多，尤其在大和至伊勢、志摩至熊野灘、瀨戶內海等區域內陸路及海路交通經過的路線，遍布這些體系的神社。
- 宗像大社（福岡縣宗像市）：全日本宗像神社總本社。
- 嚴島神社（廣島縣廿日市市）：全日本嚴島神社總本社。
- 網走神社（北海道網走市）
- 善知鳥神社（青森縣青森市）
- 蕪島神社（青森縣八戶市蕪島）
- 隱津島神社（福島縣郡山市湖南町、福島縣二本松市）
- 江島神社（神奈川縣藤澤市江之島）
- 藤切神社（滋賀縣東近江市甲津畑町）
- 穴水大宮（石川縣穴水町）
- 阿智神社（岡山縣倉敷市）
- 日招八幡大神社（愛媛縣松山市）
- 蒲生八幡神社（福岡縣北九州市小倉南區）
- 六嶽神社（福岡縣鞍手郡鞍手町）
- 名島神社（福岡縣福岡市東區名島）
- 橫山神社（福岡縣福岡市早良區脇山）
- 薦神社（大分縣中津市）
- 田島神社（佐賀縣唐津市呼子町加部島）
- 淵神社（長崎縣長崎市淵町）

此外，八坂神社的末社與多度大社的攝社美御前社將市杵島姬命視為「美神」供奉，吸引許多性工作者與相關特種行業女子前來參拜。
主祭多紀理毘賣命的神社計有：
- 宗像大社沖津宮（福岡縣宗像市沖之島）
- 小汐井神社（滋賀縣草津市大路）
- 新日吉神宮（京都府京都市東山區）
- 一宮神社（兵庫縣神戶市中央區山本通）：生田裔神八社之一。

主祭多岐都比賣命的神社計有：
- 宗像大社中津宮（福岡縣宗像市大島）
- 高津比咩神社（千葉縣八千代市高津）
- 奥津島神社（滋賀縣近江八幡市沖島町）
- 大島神社奥津島神社（滋賀縣近江八幡市北津田町）
- 三宮神社（兵庫縣神戶市中央區三宮町）：生田裔神八社之一。

主祭市寸島比賣命的神社計有：
- 宗像大社邊津宮（福岡縣宗像市田島）
- 市杵島神社（全日本各地）
- 關川神社（愛知縣豐川市赤坂町）
- 八百富神社（愛知縣蒲郡市竹島町）
- 都久夫須麻神社（滋賀縣長濱市竹生島）
- 白雲神社（京都府京都市上京區）
- 岩戶神社（大阪府八尾市大字教興寺）
- 冰室神社（兵庫縣神戶市兵庫區冰室）
- 四宮神社（兵庫縣神戶市中央區中山手通）：生田裔神八社之一。
- 丹生官省符神社（和歌山縣伊都郡九度山町慈尊院）

主祭中津島姬命（市寸島比賣命別名）與大山咋神的神社計有：
- 松尾大社（京都府京都市西京區）
- 松尾神社（全日本各地）

下述神社供奉市杵島姬神，乃鎌倉時代行勝上人自嚴島神社分香而來：
- 丹生都比賣神社（和歌山縣伊都郡葛城町）：市杵島姬神現為第四殿之祭神。
- 丹生神社（全日本各地）

一般日本民間將辯才天及市寸島比賣命視為同一神，自古奉祀辯才天的神社自明治時代以降，大多改祀市寸島比賣命，計有：
- 辯財天宮（長崎縣新上五島町）
- 錢洗辨財天宇賀福神社（神奈川縣鎌倉市佐助）
- 天河大辯財天社（奈良縣吉野郡天川村坪内）

## 外部連結
- （日語）宗像三女神（页面存档备份，存于）
- （日語）宗像大社公式ホームページ（页面存档备份，存于）